# صد و هجدهمین کنگره ایالات متحده آمریکا
۱۱۸مین کنگره ایالات متحده آمریکا، نشست بعدی قوه مقننه حکومت فدرال ایالات متحده است که از سنای ایالات متحده و مجلس نمایندگان ایالات متحده تشکیل شده‌است. قرار است از ۳ ژانویه ۲۰۲۳ تا ۳ ژانویه ۲۰۲۵ در واشینگتن دی سی در طی دو سال پایانی اولین دوره ریاست جمهوری جو بایدن تشکیل جلسه دهد.
در انتخابات میان دوره ای ۲۰۲۲، جمهوری خواهان برای اولین بار از زمان کنگره ۱۱۵ام کنترل مجلس نمایندگان را به دست آوردند، در حالی که دموکرات‌ها یک کرسی در سنا به دست آوردند و اکثریت خود را از ۵۰ به ۵۰ (با ائتلافی متشکل از ۴۸ دموکرات، دو مستقل، و معاون رئیس‌جمهور کامالا هریس به عنوان تساوی شکن عمل می‌کند) به ۵۱–۴۹ (با ائتلافی متشکل از ۴۸ دموکرات و سه نفر مستقل) افزایش دادند. این اولین بار از زمان صد و شانزدهمین کنگره ایالات متحده آمریکا است که کنترل دو مجلس بین دو حزب تقسیم شده، و اولین بار از کنگره ۱۱۳ام است که کنترل کنگره بین مجلس نمایندگان جمهوری‌خواه و مجلس سنای دموکرات تقسیم شده‌است.
با پیروزی جمهوری‌خواهان در مجلس نمایندگان، کنگره ۱۱۸ام به کنترل دمکرات‌ها بر هر سه نهاد اصلی حکومت فدرال (ریاست جمهوری، سنا، مجلس نمایندگان) که دموکرات‌ها از ژانویه ۲۰۲۱ آنها را در اختیار داشته‌اند، پایان می‌دهد و برای اولین بار در تاریخ کنگره اولین زن رئیس موقت سنا (پتی موری) و اولین رهبر حزب سیاه‌پوست (حکیم جفریز) در آن حضور خواهند داشت

## رهبری
توجه: دموکرات‌ها خود را «کاکس» می‌نامند. جمهوری خواهان از خود به عنوان «کنفرانس» یاد می‌کنند.

### سنا

#### ریاست
- رئیس: کامالا هریس (د)
- رئیس موقت سنا: پتی موری (د)[۲]
- رئیس موقت بازنشسته: چاک گرسلی (ج)

#### اکثریت (دموکرات‌ها)
- رهبر اکثریت: چاک شومر (نیویورک)

{{سخ}} رئیس گروه دموکرات سنا[۳]
- اکثریت شلاق: دیک دوربین (IL)
- رئیس کمیته سیاست دموکراتیک و ارتباطات: دبی استابنو (MI)
- رئیس کمیته راهبری دموکرات: امی کلوبوچار (MN)
- نایب رئیسان، گروه دموکرات سنا: مارک وارنر (ویرجینیا) و الیزابت وارن (MA)
- رئیس کمیته گسترش دموکراتیک: برنی سندرز (VT)
- دبیر انجمن دموکرات سنا: تامی بالدوین (WI)
- نایب رئیس کمیته سیاست دموکراتیک و ارتباطات: جو منچین (WV) و کوری بوکر (NJ)
- رئیس کمیته مبارزات انتخاباتی سناتورهای دموکرات: TBA
- نایب رئیس کمیته گسترش دموکراتیک: کاترین کورتز ماستو (NV)
- معاون دبیر انجمن دموکرات سنا: برایان شاتز (HI)

#### اقلیت (جمهوری خواهان)
- رهبر اقلیت: میچ مک کانل (KY)[۴]
- رهبران اقلیت: جان تون (SD)
- رئیس کنفرانس جمهوریخواهان سنا: جان باراسو (WY)
- رئیس کمیته سیاست جمهوری خواهان: جونی ارنست (IA)
- نایب رئیس کنفرانس جمهوریخواهان سنا: شلی مور کاپیتو (WV)
- رئیس کمیته ملی مبارزات انتخاباتی جمهوریخواهان سناتور: استیو دینز (MT)

### مجلس نمایندگان

#### ریاست
- رئیس: TBD

#### اکثریت (جمهوری خواهان)
- رهبر اکثریت: استیو اسکالیس (LA-1)
- رهبران اکثریت: تام ایمر (MN-6)
- رئیس کنفرانس: الیز استفانیک (NY-21)
- نایب رئیس کنفرانس: مایک جانسون (LA-4)
- دبیر کنفرانس: لیزا مک‌کلین (MI-9)
- رئیس کمیته کمپین: ریچارد هادسون (NC-8)

#### اقلیت (دموکرات‌ها)
- رهبر اقلیت: حکیم جفریس (NY-8)
- رهبران اقلیت: کاترین کلارک (MA-5)
- رئیس کمیته: پیت آگیلار (CA-33)
- دستیار رهبر دموکرات: جیم کلایبرن (SC-6)
- نایب رئیس کمیته: تد لیو (CA-36)
- رئیس کمیته مبارزات انتخاباتی دموکرات کنگره: سوزان دلبن (WA-01)
- رئیس کمیته سیاست دموکراتیک و ارتباطات: جو نگوسی (CO-2)
- روسای مشترک کمیته سیاست دموکراتیک و ارتباطات مجلس: TBD
- نماینده رهبری گروه دموکرات مجلس نمایندگان: TBD
- نماینده رهبری طبقه سال اول دموکرات مجلس: TBD
- روسای مشترک کمیته راهبری و سیاستگذاری دموکراتیک مجلس: TBD
- معاون رئیس ارشد دموکرات مجلس نمایندگان: TBD
- معاون رئیس دموکرات مجلس نمایندگان: TBD